# Weerberg
Weerberg – gmina w Austrii, w kraju związkowym Tyrol, w powiecie Schwaz. Według Austriackiego Urzędu Statystycznego liczyła 2417 mieszkańców (1 stycznia 2015).